# Jurij Dochojan
Jurij Rafaełowicz Dochojan, ros. Юрий Рафаэлович Дохоян (ur. 26 października 1964, zm. 1 lipca 2021 w Moskwie) – rosyjski szachista i trener szachowy (FIDE Senior Trainer od 2007), arcymistrz od 1988 roku.

## Kariera szachowa
Pierwsze sukcesy zaczął odnosić pod koniec lat 80. XX wieku. W 1988 r. zajął III m. (za Symbatem Lyputianem i Lwem Psachisem) w memoriale Tigrana Petrosjana w Erywaniu, a w 1989 r. zwyciężył (wspólnie z Friso Nijboerem) w turnieju B festiwalu Hoogovens w Wijk aan Zee. W kolejnych latach odniósł następujące sukcesy:
- 1991 – Kopenhaga (turniej Politiken Cup, dz. I m. wspólnie z Jurijem Piskowem), Werfen (dz. I m. wspólnie z Igorem Iwanowem, Janisem Klovansem i Igorem Glekiem), Aarhus (dz. II m. za Igorem Nowikowem, wspólnie z Jonny Hectorem i Istvanem Csomem),
- 1992 – Berlin (turniej Berliner Sommer, I m.),
- 1993 – Lublin (I m.), Bonn (I m.), Münster (dz. I m. wspólnie z Anthony Milesem),
- 1994 – Bonn (III m. za Olegiem Romaniszynem i Edvinsem Kengisem).

Najwyższy ranking w karierze osiągnął 1 lipca 1994 r., z wynikiem 2580 punktów dzielił wówczas 83. miejsce na światowej liście FIDE.
W 1995 r. zakończył czynną karierę szachową i przystąpił do zespołu mistrza świata Garriego Kasparowa, do którego należał przez następnych 10 lat, aż do zakończenia kariery przez Kasparowa.